# Ермолино (Ленинский район)
Ермолино — село в Ленинском городском округе Московской области России.

## Расположение
Село Ермолино находится у автодороги М4 «Дон». На северо-западе граничит с городом Видное. Рядом с селом протекает река Битца.

## История
Деревня Ермолино упоминается в документах начала XVII века. Тогда в селе была деревянная церковь Николая Чудотворца. По данным 1627 года, две трети села принадлежали князю Алексею Юрьевичу Сицкому, а одна треть — князю Андрею Васильевичу Сицкому. В селе было «два двора боярских, двор приказчика, двор конюшенный, двор скотный, 2 двора людей деловых и 5 дворов крестьян». В 1646 году половина села принадлежала боярину Никите Ивановичу Романову. Вторая половина села находилась в собственности думного дьяка Григория Васильевича Львова. В 1691 году в селе была построена новая деревянная церковь на месте старой. В 1710 году Ермолино находилось в собственности Александра Даниловича Меншикова. В 1812—1827 году был построен новый каменный храм, сохранившийся до наших дней.
В XIX веке деревня Ермолино входила в состав Сухановской волости Подольского уезда. В 1899 году в деревне проживало 192 человека, была квартира сотского.
До 2006 года село входило в Горкинский сельский округ Ленинского района, а с 2006 до 2019 года в рамках организации местного самоуправления входило в городское поселение Видное Ленинского муниципального района.
С 2019 года входит в Ленинский городской округ.

## Население
| 2002 | 2006 | 2010 |
| ---- | ---- | ---- |
| 61   | ↘53  | ↗79  |

## Достопримечательности
- Храм святителя Николая, построенный в 1812—1827 годах в стиле ампир[6]. В советское время церковь не закрывалась, поэтому сохранилось её внутреннее убранство[2]. Церковь является памятником архитектуры местного значения[7].